# Gruppo finito
In matematica un gruppo finito è un gruppo costituito da un numero finito di elementi.
Ogni gruppo finito di ordine primo è un gruppo ciclico.
I gruppi abeliani finiti sono caratterizzati da un teorema di rappresentazione peculiare. 
Alcuni aspetti della teoria dei gruppi finiti sono stati investigati in profondità nel XX secolo, in particolare quelli della teoria locale e le teorie dei gruppi risolubili e dei gruppi nilpotenti. È peraltro eccessivo sperare di disporre tra breve di una teoria completa: quando si studiano gruppi finiti di elevata cardinalità la complessità diventa schiacciante.
Meno schiaccianti, ma ancora di grande interesse sono alcuni dei gruppi lineari generali sopra campi finiti di cardinalità contenute. Il teorico dei gruppi J. L. Alperin ha scritto che "L'esempio tipico di gruppo finito è GL(n,q), il gruppo lineare generale in n dimensioni sul campo di q elementi. Lo studente che fosse introdotto a questo settore con altri esempi sarebbe completamente fuorviato." (Bulletin (New Series) of the American Mathematical Society, 10 (1984) 121). Per una discussione di uno dei gruppi di questo genere più piccoli, GL(2,3), vedi Visualizing GL(2,p).
I gruppi finiti presentano un'utilità diretta per le questioni di simmetria limitate a insiemi finiti di trasformazioni. Accade che anche la simmetria continua, da trattare con i gruppi di Lie, si riconduce a gruppi finiti, i gruppi di Weil. Attraverso questa strada i gruppi finiti e le loro proprietà possono assumere ruoli centrali in questioni nelle quali il loro ruolo a prima vista appare tutt'altro che ovvio, per esempio in varie problematiche della fisica teorica.

## Numero dei gruppi con un dato sostegno
Per ogni classe di isomorfismo dei gruppi, il numero dei gruppi sopra un insieme sostegno dato di cardinalità n è n! diviso per l'ordine del gruppo degli automorfismi.